# اولیویه جاندبین
اولیویه جاندبین (فرانسوی: Olivier Gendebien‎؛ زادهٔ ۱۲ ژانویهٔ ۱۹۲۴ در بروکسل می باشد. رانندهٔ مسابقات اتومبیل‌رانی اهل بلژیک بود، که از فصل ۱۹۵۵ تا ۱۹۵۶، و دوباره از فصل ۱۹۵۸ تا ۱۹۶۱ در مجموع در پانزده گراند پری از مسابقات جهانی فرمول یک شرکت کرد.
او در طول دوران فعالیت خود در فرمول یک، ۲ بار بر روی سکو رفت و ۱۸ امتیاز را به نام خود به‌ثبت رساند.
جاندبین در ۲ اکتبر ۱۹۹۸ در لو بو، پراونس درگذشت.